# فرانسوا كريستوف ادمون دي كيلرمان
فرانسوا كريستوف ادمون دي كيلرمان هو دبلوماسي وسياسي فرنسي، ولد في 14 مارس 1802 في باريس في فرنسا، وتوفي في 2 أكتوبر 1868 في باسي ‏ في فرنسا. انتخب نائب فرنسي.